# Ceutorhynchus squamulosus
Ceutorhynchus squamulosus é uma espécie de insetos coleópteros polífagos pertencente à família Curculionidae.
A autoridade científica da espécie é de C. Brisout, tendo sido descrita no ano de 1869.
Trata-se de uma espécie presente no território português.